# 8H busz (Szombathely)
A szombathelyi 8H jelzésű hivatásforgalmú autóbusz a Szent Gellért utca 64. és az iVy Technology Kft. (Vépi út) megállóhelyek között közlekedik. A vonalat a Blaguss Agora üzemelteti. A buszokra csak az első ajtón lehet felszállni.

## Története
2007-ig az Autóbusz-állomás és az Ipartelep, majd 2007-től 2009-ig az Autóbusz-állomás és a JABIL Kft., ezután  2012-ig az Autóbusz-állomás és a TESCO Hipermarket megállóhelyek között közlekedett. 2012. március 1-jén megszűnt más járatokkal együtt.
A 2013-as közgyűlésen új tervet dolgoztak ki, amelyben újraindulása a tervek közé került, új útvonalon, az ÉNYKK Zrt. és a Selyemrét utca között. Az ötletet elfogadták, de utasigény hiánya miatt szünetelt. 2015. március 2-ától az EPCOS Kft. és az iQor Kft. (régi JABIL) kérésére az ÉNYKK Zrt.-től a Joskar-Ola városrészen át az iQor Kft.-ig közlekedik. 2015. október 5-étől kihasználatlanság miatt megszüntettek több járatot, és hétvégén sem közlekedik.
2022. január 1-től a vonal üzemeltetését a Blaguss Agora vette át. Ettől a naptól kezdve a járatok a VOLÁNBUSZ Zrt. helyett a Szent Gellért utca 64. megállóhelytől indulnak, illetve a Bébictelep Szent Gellért utca 64. irányú megállóhelyen, kiépítettség hiányában, a buszok egyelőre nem állnak meg.

## Közlekedése
Csak munkanapokon közlekedik, a műszakokhoz igazítva.

## Útvonala
| iVy Technology Kft. (Vépi út) felé | Szent Gellért utca 64. felé |
| --- | --- |
| Szent Gellért utca 64. - Szent Gellért utca - Károly Róbert utca - Szent Flórián körút - Pázmány Péter körút - Joskar-Ola városrész, autóbusz-forduló - Pázmány Péter körút - Hunyadi János út - Szent Gellért utca - Csaba utca - Vásártér utca - Vépi út - iVy Technology Kft. (Vépi út) | iVy Technology Kft. (Vépi út) - Vépi út - Vépi úti körforgalom - Vépi út - Vásártér utca - Csaba utca - Szent Gellért utca - Hunyadi János út - Pázmány Péter körút - Joskar-Ola városrész, autóbusz-forduló - Pázmány Péter körút - Szent Flórián körút - Károly Róbert utca - Szent Gellért utca - Szent Gellért utca 64. |

## Megállói
| 0  | Szent Gellért utca 64.                                  | 17 | 1U, 2A, 2C, 4H, 6, 6H, 12, 20A, 20C, 21, 23, 29A, 29C |                                                                             |
| 2  | Waldorf iskola (Korábban: Fiatal Házasok Otthona)       | 15 | 1U, 2A, 2C, 4H, 6, 6H, 12, 20A, 20C, 21, 23, 29A, 29C | Apáczai Waldorf Általános Iskola, Fiatal Házasok Otthona, SAVARIA PLAZA     |
| 3  | Szent Flórián körút 33.                                 | 13 | 2A, 2C, 6, 6H, 12, 20A, 20C, 21, 29A, 29C             | Gazdag Erzsi Óvoda                                                          |
| 4  | Víztorony                                               | 12 | 2A, 2C, 6H, 29A, 29C                                  | Víztorony, Brenner park, KRESZ park, Brenner-villa                          |
| 6  | Mari ABC                                                | 10 | 9, 21A, 29A, 29C                                      | Flórián Irodaház, Munkanélküli Központ                                      |
| 7  | Joskar-Ola városrész, autóbusz-forduló                  | 9  | 9, 21A, 29A, 29C                                      |                                                                             |
| 8  | Mari ABC                                                | 8  | 9, 21A, 29A, 29C                                      | Flórián Irodaház, Munkanélküli Központ                                      |
| 10 | Vámhivatal                                              | 7  | 21A                                                   | Vámhivatal, Munkanélküli Központ, SZÜV                                      |
| 11 | Szőlősi templom                                         | 6  | 21A                                                   | Szőlősi Jézus Szíve templom, Gyógyszerraktár, Reguly Antal Általános Iskola |
| 13 | Szatmár utca                                            | 4  | 10H                                                   | Gabonatár                                                                   |
| 14 | Bébictelep (Korábban: Bébictelep, Opel-csillag)         | ∫  | 10H                                                   | TDK-EPCOS Kft.                                                              |
| 15 | Vásártér utca 3. (Csaba utca) (Korábban: ÖMV benzinkút) | 2  | 10H                                                   | TDK-EPCOS Kft.                                                              |
| 16 | Vásártér utca 1. (Jávor utca) (Korábban: Vásártér utca) | 1  | 10H                                                   | iVy Technology Kft.                                                         |
| 19 | iVy Technology Kft. (Vépi út) (Korábban: iQor Kft.)     | 0  | 3H, 10H                                               | iVy Technology Kft.                                                         |